# Mauro Cantoro
Roberto Mauro Cantoro (Ramos Mejía, 1º settembre 1976) è un ex calciatore argentino, di ruolo centrocampista.

## Biografia
Dopo aver acquisito in precedenza la cittadinanza italiana, in seguito a diversi anni trascorsi in Polonia, ha acquisito anche la cittadinanza polacca nel 2008, all'età di 31 anni. Il nonno materno, Bazyli Wolczak, nato nel 1901, emigrò in Argentina dalla Galizia all'età di 14 anni.
È sposato con Adrianna, una donna che ha conosciuto nel 1990 su una spiaggia di Mar del Plata. Ha due figli: Mauro e Tiago, entrambi nati e cresciuti in Polonia.
Parla correntemente polacco, spagnolo, portoghese e italiano.

## Carriera

### Club
Cantoro ha iniziato la sua carriera nel Vélez Sarsfield nella Primera División argentina nel 1994. Dopo tre anni di presenze limitate nella prima squadra, si è trasferito all'Atlético Rafaela nella seconda divisione argentina, per la stagione di Clausura 1997.
Nel 1998 e nel 1999, Cantoro ha giocato con i peruviani dell'Universitario prima di trascorrere brevi periodi con i boliviani del Blooming e con gli italiani dell'Ascoli. È entrato a far parte del Wisła Cracovia nel 2001, dove è diventato uno dei giocatori più riconosciuti nel Paese e un'icona del club.
Più tardi ha firmato con l'Odra nel 2010, dopo aver lasciato il Wisła nel 2009, ma il suo soggiorno è stato di breve durata.
Ritornò in Sud America mentre la sua carriera si avvicinava alla fine, dove ha giocato con varie squadre argentine nelle divisioni inferiori. Tuttavia, si è poi trasferito in Perù, dove ha giocato con alcune squadre di massima serie.

### Nazionale
Cantoro ha giocato con l'Argentina U-17 nella Coppa del Mondo 1993. Dopo aver ricevuto il passaporto polacco nel 2007, è stato conteso per essere convocato in nazionale, cosa che però non accadde mai, in parte a causa del fatto che aveva già giocato con l'U-17 argentina.